# 赤阪尊子
赤阪 尊子（あかさか たかこ、1955年2月25日（70歳） - ）は日本の元フードファイター。
大阪府出身。血液型B型。159cm。

## 略歴
数々の大食い番組に出場し、優勝5回・準優勝4回の成績を残す。
「女王・赤阪」「飢えるジャンヌダルク」と呼ばれ、『TVチャンピオン』内の「大食い選手権」企画において、1990年代の女性フードファイターが数少ない時代における元祖的な存在であった。
『フードバトルクラブ』が放送されると、当番組で台頭した若手フードファイター勢の実力に押される形で一線を退いた。
選手引退後は『元祖!大食い王決定戦』にて、見届け人を務めたり、後輩フードファイターへのアドバイスを送ったりなどの出演をしている。
甘味の大食いに無類の強さを見せ、競技中、水に大量の砂糖を入れて飲むことが特徴的だった（本人曰く「食欲増進のため」）。
2019年のインタビューによると「還暦を過ぎたころから食欲は人並みになっている」という。
フードファイター時代の本業は生命保険のセールスレディ。母親の介護のため、こちらも還暦を境に退職している。

## 経歴
- 1994年
  - 4月「TVチャンピオン 第4回全国大食い選手権」（テレビ東京系列）で優勝。
- 1995年
  - 1月「TVチャンピオン お正月スーパーバトル 第2回世界大食い選手権」でオーストラリア選手に勝利、同時にMVPを獲得。
  - 4月「TVチャンピオン 第5回全国大食い選手権」で鈴木香奈に同数ながら時間差で敗れ、準優勝。
- 1996年
  - 1月「TVチャンピオン 食初め全国大食い選手権」で優勝。
  - 10月「TVチャンピオン 全国大食い選手権 山手線一周決戦」で中嶋広文に敗れ、準優勝。
- 1997年
  - 4月「TVチャンピオン 第3回甘味大食い女王選手権」で優勝。
- 1999年
  - 10月「TVチャンピオン 大食いオールスター大阪食い倒れ決戦」で岸義行にわずか5gで敗れ、準優勝。
- 2000年
  - 8月「TVチャンピオン 早食い世界一決定戦 in NY」で3位に入賞。
  - 11月「TVチャンピオン 全国大食い選手権 スーパースター北海道かぶりつき激闘編」で小林尊に敗れ、準優勝。
- 2001年
  - 4月「フードバトルクラブ The 1st」セミファイナル進出
  - 5月「TVチャンピオン 打倒!!赤坂 甘味大食い女王選手権」で優勝。
  - 6月「紳助の人間マンダラ ～大食い王決定戦 グランドチャンピオン大会」3位
  - 9月「TVチャンピオン 全国大食い選手権 スーパースター頂上決戦」で3回戦敗退（5位）。「フードバトルクラブ The 2nd」2回戦敗退。
  - 12月「フードバトルクラブ The king of masters」初戦敗退。
- 2002年
  - 1月「TVチャンピオン 大食いスーパースター史上最大のチャレンジマッチ 甘味大食い女王お正月スペシャル決戦」で優勝。

以降、愛知県の中学生が給食中に早食いをして死亡する事件が発生したため、大食い早食い番組が消滅。同時に、現役引退。
- 2016年
  - 5月「マツコの知らない世界SP 対マツコ・デラックス戦」引き分け[2]。

## 赤阪尊子 対 藤田操戦
1999年2月11日放送の「TVチャンピオン 男vs女 世紀の対決!どっちが大食い決定戦」において、 第9回全国大食い選手権優勝者の藤田操（みさお）と全長6メートルの細巻きの早食い勝負を行った際、終盤時点で藤田がリードしていたところを見た赤阪は、残りの細巻きを一気に口に詰め込み引き分けに持ち込んだ。このシーンは赤阪の活躍や、大食い企画を振り返る場面でたびたび使われている。賞金の10万円は両者で分け合った。

## エピソード
『TVチャンピオン　全国大食い選手権　スーパースター北海道かぶりつき激闘編』で小林尊に敗れた時のインタビューにおいて、「尊くんの尊は、尊子の尊と一緒で、私の後を継いでくれるような気がする」と答え、長きに渡り大食いの第一線で活躍してきた様々な思いを、同大会がデビュー戦だった小林に託した。
2004年7月31日（30日深夜）放送の『暴ロンブーおとなだけよスペシャル』に、一般視聴者として出演したことがあった。番組では、アジト（収録現場）にてカレーの大食いを披露後、TVチャンピオンのスタッフにときめいてしまったことを相談し、電話で相手に告白をしていた。
2015年10月15日放送の『いきなり!黄金伝説。』の企画にて、本人曰く約10年ぶりの大食いに挑戦したが、盲腸炎にかかっていた影響もあってか、白玉おしるこ5杯の記録に終わった。また、先述通り、現役当時は生命保険のセールスレディを務めていたことや、かつては眼鏡がトレードマークであったが、レーシック手術を受けたことを告白した。
2016年、『クイズ☆スター名鑑』の企画「ギリギリ有名人が逃走中」に出演。
2017年、『水曜日のダウンタウン』の企画「お寿司の達人 第4弾」にジャイアント白田と菅原初代とともに出演。

## 主な記録
- 30分で寿司62皿（TVチャンピオン・第4回全国大食い選手権・1994年）
- 江戸雑煮60杯（TVチャンピオン・食初め全国大食い選手権・1996年）
- ぜんざい36杯（TVチャンピオン・甘味大食い女王お正月スペシャル決戦・2002年）

## 出演

### 映画
- 銀魂（2017年7月14日、ワーナー・ブラザース映画）